# Klungerholmen
Ne doit pas être confondu avec Klungerholmen (Osterøy) ou Klungerholmen (Øygarden).
Klungerholmen est une île norvégienne dans le comté de Hordaland. Elle appartient administrativement à Hjellestad.

## Géographie
Rocheuse et couverte d'arbres, elle s'étend sur environ 150 m de longueur pour une largeur approximative de 104 m. Elle comporte une habitation en son centre et deux pontons d'amarrage au nord et au sud. 